# Cugnasco-Gerra
Cugnasco-Gerra (in dialetto ticinese Cügnasch-Geira) è un comune svizzero di 2 909 abitanti del Canton Ticino, nel distretto di Locarno. È stato istituito il 21 aprile 2008 con la fusione dei comuni soppressi di Cugnasco e Gerra Verzasca (a sua volta istituito nel 1852 con la divisione del comune soppresso di Brione-Gerra nei comuni di Brione Verzasca e Gerra Verzasca); capoluogo comunale è Cugnasco. Nel 2020 il territorio in valle di Gerra Verzasca è stato scorporato dal comune di Cugnasco-Gerra ed è stato aggregato al nuovo comune di Verzasca.

## Geografia fisica
Il comune è situato nel piano di Magadino. Fino al 2020 il territorio comunale comprendeva due parti distinte distanti tra loro più di 20 km: Cugnasco e le località di Agarone e Gerra Piano, nella piana di Magadino; e Gerra Verzasca, nell'omonima valle. In seguito questa frazione è stata scorporata ed aggregata al nuovo comune di Verzasca.

## Storia
Il nome di Cugnasco appare in documenti del 1308 la cui etimologia probabilmente si può far risalire alle caratteristiche morfologich del territorio a forma di cuneo. Già frazione nel Medioevo della Vicinanza di Ditto e Curogna, che formarono il primo territorio di Cugnasco, erano un'unica vicinia autonoma ma inclusa nella comunità di Locarno, con una popolazione attorno al 1600 di 100 anime a Ditto, 50 a Curogna e 90 a Cugnasco.
Nel 1700 andò aumentando l'importanza di Cugnasco che vide la popolazione residente in continuo aumento.  Il 1º aprile 1934 le Terricciuole, appartenenti al Comune di Gerra Verzasca, sono state staccate dalla Parrocchia di Cugnasco e aggregate a quella di Gerra Verzasca.

### Progetto di aggregazione
Nel 2005 si progettò di unire il comune di Cugnasco, posto nel piano di Magadino, con le frazioni di Gerra Piano e Gerre di Sotto, rispettivamente exclavi dei comuni di Gerra Verzasca e Locarno. Il comune risultante avrebbe assunto il nome di "Cugnasco-Gerre". Poiché i cittadini di Locarno espressero la loro contrarietà tramite referendum, si poté giungere alla fusione di Cugnasco con la sola Gerra Piano; infine si decise di far entrare nella fusione l'intero comune di Gerra Verzasca, comprendendo cioè anche la località di Gerra Valle posta a più di 20 km di distanza in valle Verzasca. Il 20 aprile 2008 la popolazione si espresse in modo favorevole per un'aggregazione ridotta ai soli due comuni di Cugnasco e Gerra Verzasca, dando così origine al nuovo comune di Cugnasco-Gerra.
Dal 18 ottobre 2020 il territorio di Gerra Verzasca è entrato a far parte del nuovo comune di Verzasca.

## Società

### Evoluzione demografica
L'evoluzione demografica è riportata nella seguente tabella:
Abitanti censiti

## Geografia antropica

### Frazioni
- Cugnasco
  - Boscioredo
  - Bosco
  - Massarescio
  - Medoscio
  - Moncucco
  - Pianrestello
  - Sciarana
  - Agarone
  - Gerra Piano